# Abraham Lehn (handelsmand)
 Der er flere personer med dette navn, se Abraham Lehn (godsejer).
Abraham Lehn (født 20. august 1643 i København, død 2. september 1709 sammesteds) var en dansk handelsmand.
Han var søn af vinhandler og rådmand i København Johan Lehn og Sara von Dickelen og gik i vinhandlerlære hos faderen, da hans studeringer var blevet afbrudt ved Københavns belejring (1658-1660). Efter at have udlært drog han til Holland og Tyskland og vendte hjem 1672. Først deltog han i faderens handel, men nedsatte sig snart som selvstændig vinhandler og købmand og drev flere år det ansete vinhus «Dyrkjøb». Han blev imidlertid snart en af stadens store handlende og en af dens største skibsredere, der endog sejlede på Indien. 1687 blev han forstander og 1690 kirkeældste for Sankt Petri Kirke, 1688 en af Stadens 32 mænd, og han var direktør for Ostindisk Kompagni; 1700 var han medlem af kommissionerne i Rådstuen. 1703 byggede han en fornem gård i Strandgade på Christianshavn, hvor nu Dansk Forfatterforening har til huse. Han døde 2. september 1709 og er begravet i Sankt Petri Kirke.
Han blev gift 1. gang 1673 med Karen Hesselberg (død samme år), 2. gang 1675 med Margrethe Søbøtker (død 1677) og 3. gang 1697 med Cathrine Elisabeth Kreyer (død 1. februar 1710), datter af den rige Lorenz Kreyer. Af hans i arkivet på Orebygård bevarede selvbiografi fra 1643-73 fremlyser foruden varm gudsfrygt stor sønlig pietet og inderlig kærlighed til hustruen, over hvis tidlige død han sørger dybt.